# Juarez de Souza Teixeira
Juarez de Souza Teixeira (San Paolo, 25 settembre 1973) è un ex calciatore brasiliano, di ruolo difensore.

## Carriera

### Club
Inizia la carriera nella Portuguesa, in Brasile, nel 1992. In seguito veste le maglie di Yverdon e Servette (Svizzera), prima di trasferirsi al Lecce nell'agosto 1999. In giallorosso gioca per tre stagioni, dal 1999 al 2002, collezionando 78 presenze in Serie A e 6 presenze in Coppa Italia. Nel 2002-2003 gioca in Serie A con il Como, mentre nella stagione 2003-2004 è sempre in A, prima al Bologna e poi al Siena. Nel 2004-2005 è ancora titolare nel Bologna e il 22 luglio 2005 firma un contratto annuale con l'Udinese, con cui disputa una stagione collezionando 4 presenze.

### Nazionale
Con la nazionale under 20 brasiliana ha vinto il mondiale di categoria del 1993.

## Statistiche

### Cronologia presenze e reti in nazionale
| Cronologia completa delle presenze e delle reti in nazionale ― Brasile under 20 | Cronologia completa delle presenze e delle reti in nazionale ― Brasile under 20 | Cronologia completa delle presenze e delle reti in nazionale ― Brasile under 20 | Cronologia completa delle presenze e delle reti in nazionale ― Brasile under 20 | Cronologia completa delle presenze e delle reti in nazionale ― Brasile under 20 | Cronologia completa delle presenze e delle reti in nazionale ― Brasile under 20 | Cronologia completa delle presenze e delle reti in nazionale ― Brasile under 20 | Cronologia completa delle presenze e delle reti in nazionale ― Brasile under 20 |
| Data                                                                            | Città                                                                           | In casa                                                                         | Risultato                                                                       | Ospiti                                                                          | Competizione                                                                    | Reti                                                                            | Note                                                                            |
| ------------------------------------------------------------------------------- | ------------------------------------------------------------------------------- | ------------------------------------------------------------------------------- | ------------------------------------------------------------------------------- | ------------------------------------------------------------------------------- | ------------------------------------------------------------------------------- | ------------------------------------------------------------------------------- | ------------------------------------------------------------------------------- |
| 7-3-1993                                                                        | Adelaide                                                                        | Brasile under 20                                                                | 0 – 0                                                                           | Arabia Saudita under 20                                                         | Mondiali Under-20 1993 - 1º turno                                               | -                                                                               | 42’                                                                             |
| 9-3-1993                                                                        | Adelaide                                                                        | Messico under 20                                                                | 1 – 2                                                                           | Brasile under 20                                                                | Mondiali Under-20 1993 - 1º turno                                               | -                                                                               |                                                                                 |
| 11-3-1993                                                                       | Adelaide                                                                        | Norvegia under 20                                                               | 0 – 2                                                                           | Brasile under 20                                                                | Mondiali Under-20 1993 - 1º turno                                               | -                                                                               |                                                                                 |
| 14-3-1993                                                                       | Adelaide                                                                        | Brasile under 20                                                                | 3 – 0                                                                           | Stati Uniti under 20                                                            | Mondiali Under-20 1993 - Quarti di finale                                       | -                                                                               |                                                                                 |
| 17-3-1993                                                                       | Melbourne                                                                       | Australia under 20                                                              | 0 – 2                                                                           | Brasile under 20                                                                | Mondiali Under-20 1993 - Semifinale                                             | -                                                                               | 23’                                                                             |
| 20-3-1993                                                                       | Sydney                                                                          | Ghana under 20                                                                  | 1 – 2                                                                           | Brasile under 20                                                                | Mondiali Under-20 1993 - Finale                                                 | -                                                                               |                                                                                 |
| Totale                                                                          |                                                                                 | Presenze                                                                        | 6                                                                               |                                                                                 | Reti                                                                            | 0                                                                               |                                                                                 |